# ワルデマル・ボンゼルス
ワルデマル・ボンゼルス（ドイツ語: Waldemar Bonsels, 1881年2月21日 - 1952年7月31日）は、ドイツ・シュレースヴィヒ＝ホルシュタイン州内の、ハンブルクに接するシュトルマルン郡の一都市アーレンスブルク生まれの作家、児童文学作家。ワルデマール、ワイデマール、ウァイデマル、ヴァルデマールの表記もある。

## 概要
若い頃からヨーロッパ各地やインド・エジプト等へ旅し、各地の植物・動物を観察し、作品にまとめていった。独特の感性と深い愛情に基づいた自然観察と、宗教的敬虔に裏打ちされた神秘的な世界とが織り成す作品は、ドイツ新ロマン主義文学の傑作の一つとして多くの読者を得た。しかし、晩年の世界観を詠った哲学的な詩作品は、そのような成功には至らなかった。
武田忠哉は世界文藝大辭典（1937年）にこう記している。
| 「                                          | ドイツ新浪漫派の代表者。牧歌的な世界に、特に動物の生活を通じて自己の體驗を構成し、神に對する敬虔と人生への愛着と自然への歸依とを告白した。『蜜蜂マーヤーの冒險』“Die Biene Maja und ihre Abenteuer”（1912）は、世界の浪漫派文學に一つの地位を持つ傑作と云はれ、蜜蜂マーヤーの遍歴と冒險を中心として深い感情と人生に對する叡智に充たされてゐる。その他、『天國に住むもの』“Himmelsvolk,” 『インド行』“Indienfahrt,” 『死の故鄕』“Die Heimat des Todes.” | 」 |
| —武田忠哉（『世界文藝大辭典』第6巻[3]より） | |    |
1952年7月31日、バイエルン州オーバーバイエルン県バート・テルツ＝ヴォルフラーツハウゼン郡（en:Bad Tölz-Wolfratshausen、de:Bad Tölz-Wolfratshausen）にある、シュタルンベルク湖畔のミュンジング市（en:Münsing、de:Münsing）アンバッハ（de:Ambach）で没した。

## 著作一覧
- 『蜜蜂マーヤとその冒険』“Die Biene Maja und ihre Abenteuer”(The Adventures of Maya the Bee) （1912年）[4]
- 『天上の人々』“Himmelsvolk”(People in the sky) （1915年）[5]
- 『インド紀行』“Indienfahrt”(Voyage in India) （1916年）[6]
- 『死の故郷』“Die Heimat des Todes”(The Homeland of Death) （1916年）
- 『楽しい幼年時代』“Fröhliche Tage der Kindheit”(Happy Days of Childhood) （1931年）
- 『マリオと動物たち』“Mario und die Tiere”(Mario and the Animals) （1928年）[7]